# Royal Gymnasium Ground
Le Royal Gymnasium Ground (surnommé The Gymnie) est un ancien stade de football construit en 1880 et fermé en 1943, et situé à Édimbourg.

## Histoire
Quand le club de St Bernard emménage au Royal Gymnasium Ground en 1880, il ne s'agit que d'un terrain de football sans aucune installation. À cause de ce manque d'infrastructures, le club décida de déménager à Powderhall (en) en 1883 puis à New Logie Green en 1889.
Quand leur bail au New Logie Green s'est terminé à la fin de 1889, ils jouèrent temporairement à Ibrox puis à Powderhall Stadium (en) avant de réintégrer le Gymnie en novembre 1900. Entre-temps, le site avait été aménagé avec un nouveau terrain s'étendant sur un axe nord-sud et une tribune couverte sur le côté est avec quelques places assises.
Le premier match de championnat joué dans ces nouvelles conditions les opposa à Hamilton Academical le 3 novembre 1900, pour un match nul 3-3.
Pendant la Première Guerre mondiale, le site est réquisitionné par l'armée et plus particulièrement par le Royal Army Service Corps (en) qui s'en sert comme dépôt de matériel de transport lourd, ce qui laissa le terrain totalement détruit. À la fin de la guerre, le club ne peut réintégrer le Gymnie qui n'est pas en état, et joue donc au Old Logie Green (en), le nouveau nom de leur ancien stade Powderhall, récupéré par l'équipe de Leith Athletic.
En 1922, l'association des supporteurs du club rachètent le site du Gymnie et fait totalement reconstruire le stade. Le terrain est maintenant orienté est-ouest, une nouvelle tribune de 1 500 places assises est construite sur le flanc sud et des terrasses aménagées sur les trois autres côtés, ce qui porte la capacité à un total de 40 000 places. Ces travaux ont pris deux ans pendant lesquels le club continue à jouer au Old Logie Green puis à Tynecastle Stadium. Le premier match dans leur enceinte rénovée n'a lieu que le 15 novembre 1924 pour une défaite 0-1 contre Athurlie.
L'équipe de Leith Athletic joua un match au Gymnie, le 24 septembre 1937, une victoire 2-1 contre Alloa Athletic, car une inondation avait frappé leur stade.
Le record d'affluence pour un match de championnat a été établi le 19 novembre 1932 pour la réception de leurs rivaux d'Édimbourg, Hibernian, avec 15 000 spectateurs (défaite 0-1). En 1934, le stade est modifié afin de permettre d'accueillir des courses de lévriers, ce qu'il n'a finalement fait que par intermittence pendant 18 mois. Le club y joue son dernier match le 2 septembre 1939, un match nul 0-0 contre Queen's Park.
Pendant la Seconde Guerre mondiale, le club traverse une grave crise financière et est obligé de vendre son stade. 2 000£ sont aussi récoltés en vendant la tribune principale au club de Leith Athletic, qui l'a réinstallé dans son stade de New Meadowbank (en). Après sa vente, le stade est rasé pour être reconverti en zones de pelouse au sein du parc King George V et en un parking.